# Ре (Пьемонт)
Ре (итал. Re) — коммуна в Италии, располагается в регионе Пьемонт, в провинции Вербано-Кузьо-Оссола.
Население составляет 786 человек (2008 г.), плотность населения составляет 29 чел./км². Занимает площадь 27 км². Почтовый индекс — 28030. Телефонный код — 0324.
Покровителем коммуны почитается святой Маврикий, празднование 15 января.

## Демография
Динамика населения:

## Администрация коммуны
- Официальный сайт: http://www.comune.re.vb.it/